# Касерес, Энрике
Энрике Патрисио Касерес Вильяфанье (исп. Enrique Patricio Cáceres Villafañe; род. 20 марта 1970, Буэнос-Айрес) — парагвайский футбольный судья, имеет категорию ФИФА. Обслуживал матчи чемпионата Парагвая, южноамериканские клубные турниры и матчи сборных.

## Карьера
В 2010 году арбитру была присвоена категория ФИФА, также имеет вторую категорию Южноамериканской конфедерации футбола[уточнить].
Первый матч на уровне международных клубных турниров отсудил 1 сентября 2010 года в рамках Южноамериканского кубка между боливийским «Ориенте Петролеро» и чилийским «Универсидад де Чили». Первым матчем арбитра на уровне национальных сборных стала игра между Боливией и Кубой 1 марта 2012 года.
В качестве судьи обслуживал молодёжный чемпионат Южной Америки 2013 года, Кубок Америки 2015, юношеский (U17) чемпионат мира 2015 года. На Кубке Америки 2016 судил два матча, в том числе полуфинал между сборными США и Аргентины. 20 июля 2016 года был главным арбитром в первом финальном матче Кубка Либертадорес 2016 между «Индепендьенте дель Валье» и «Атлетико Насьональ».
В чемпионате Парагвая работал главным судьёй более чем на 170 матчах, а на международном уровне отсудил более 50 игр.
В апреле 2022 года назначен председателем комиссии судей КОНМЕБОЛ.

### Судейство на чемпионатах мира
| Чемпионат мира по футболу 2018 — Россия | Чемпионат мира по футболу 2018 — Россия | Чемпионат мира по футболу 2018 — Россия | Чемпионат мира по футболу 2018 — Россия | Чемпионат мира по футболу 2018 — Россия |
| Дата                                    | Матч                                    | Матч                                    | Матч                                    | Стадия                                  |
| --------------------------------------- | --------------------------------------- | --------------------------------------- | --------------------------------------- | --------------------------------------- |
| 19 июня 2018                            | Россия                                  | –                                       | Египет                                  | Групповая стадия                        |
| 25 июня 2018                            | Иран                                    | –                                       | Португалия                              | Групповая стадия                        |